# Musiker (Familienname)
Musiker ist ein englischer Familienname.
- Lee Musiker (* 1956), US-amerikanischer Jazzmusiker
- Marilynn Musiker Roth (* 1952), US-amerikanische Pianistin
- Sam Musiker (1916–1964), US-amerikanischer Klarinettist und Saxophonist